# Dipoena tuldokguhitanea
Dipoena tuldokguhitanea là một loài nhện trong họ Theridiidae.
Loài này thuộc chi Dipoena. Dipoena tuldokguhitanea được Alberto Barrion & James A. Litsinger miêu tả năm 1995.